# Anton Faistauer

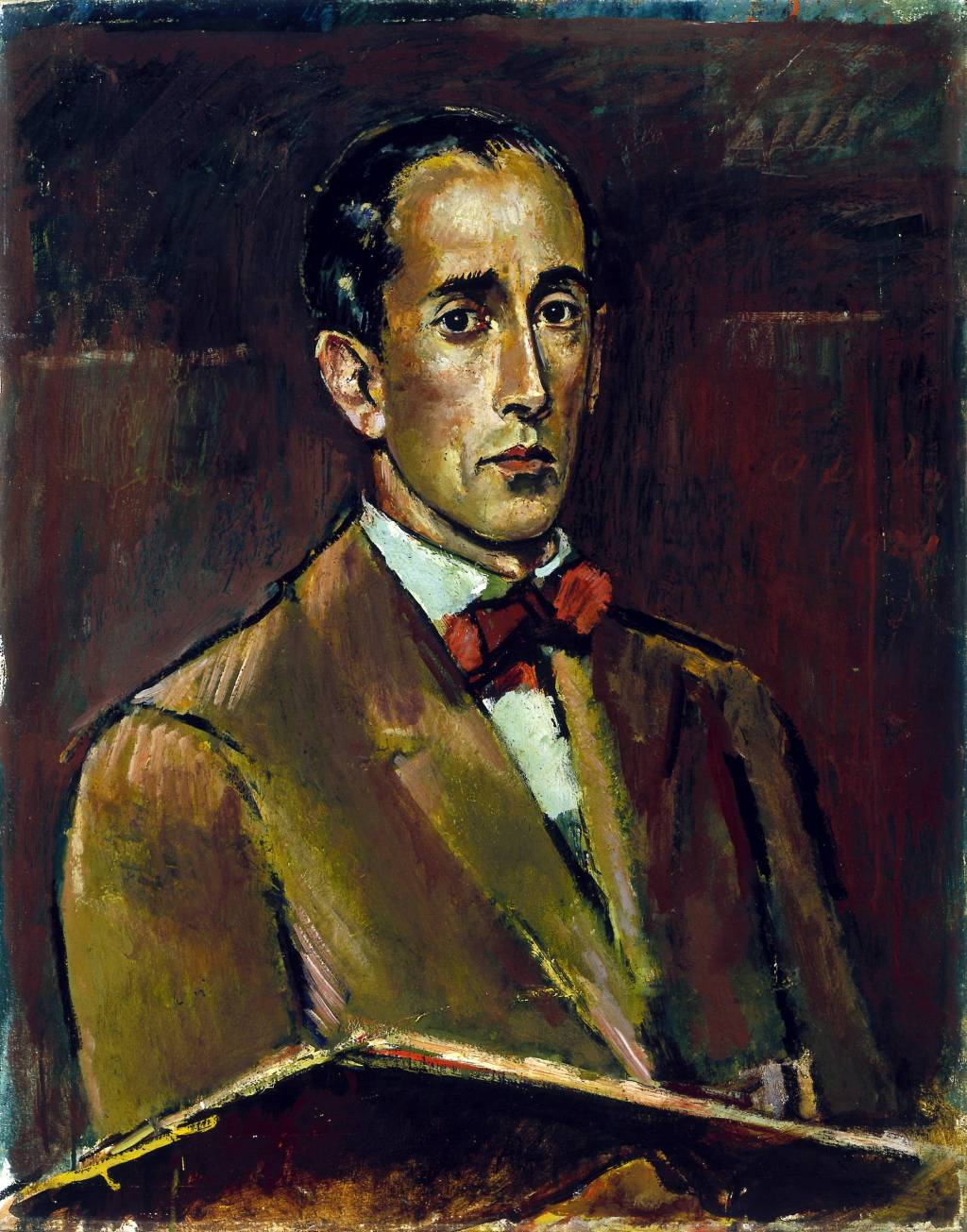
Zelfportret met palet

Anton Faistauer (Sankt Martin bei Lofer, 14 februari 1887 - Clohars-Carnoët, 13 februari 1920) was een Oostenrijks kunstschilder. Hij werkte vooral in een postimpressionistische stijl.

## Leven en werk

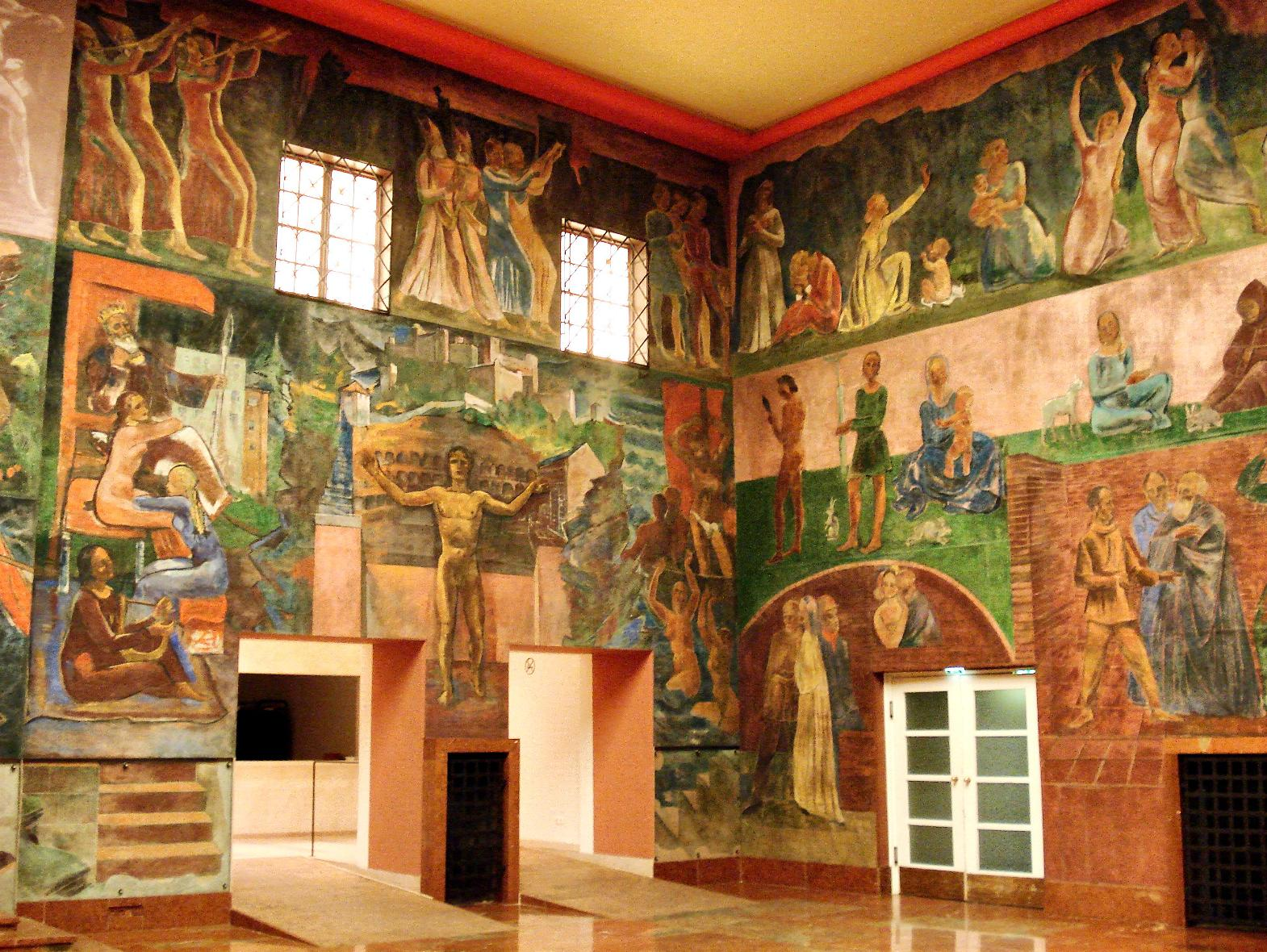
Faistauer Foyer, Salzburger Festspielhaus

Faistauer werd geboren in een boerenfamilie en groeide op in Maishofen. Hij studeerde aan de Academie van beeldende kunsten in Wenen. In 1909 was hij samen met onder andere Egon Schiele betrokken bij de oprichting van de Neukunstgruppe, die zich tegen de academische kunst verzette, en hij staakte zijn opleiding. Hij maakte diverse studiereizen, onder andere naar Italië en Berlijn en schakelde over op een avantgardistische werkwijze. Onder invloed van vooral Paul Cézanne schilderde hij voornamelijk in een postimpressionistische stijl, veel vrouwenportretten, naakten, stillevens en landschappen. Al snel exposeerde hij doorheen heel Europa en had met name veel succes in Duitsland en Boedapest.
Tijdens de Eerste Wereldoorlog, van 1916 tot 1918, diende Faistauer in het Oostenrijkse leger, maar wegens "ongeschiktheid met wapens" nam hij niet deel aan krijgshandelingen. Hij werd te werk gesteld in het Militair Historisch Museum. Samen met Egon Schiele organiseerde hij in die tijd tentoonstellingen met oorlogsschilderijen en was hij in de gelegenheid zijn kunstenaarsactiviteiten voort te zetten. Na de oorlog exposeerde hij diverse malen op exposities van de Wiener Secession, samen met onder andere Schiele, Gustav Klimt en Oskar Kokoschka. Faistauer maakte ook diverse fresco's en heeft nog steeds grote bekendheid door zijn decoratie van het Faistauer-Foyer in het Salzburger Festspielhaus. 
In 1913 huwde Faisthauer Ida Andersen, die hij veelvuldig portretteerde. Hij hertrouwde in 1921 met Emilie Ehrenberger. In 1930 overleed hij aan de gevolgen van een operatie, die nodig was na een maagbloeding.
Veel van Faistauers werk is te zien in het Salzburg Museum en in het Leopold Museum te Wenen. In 1923 publiceerde hij een boek met als titel Neue Malerei in Österreich.

## Galerij

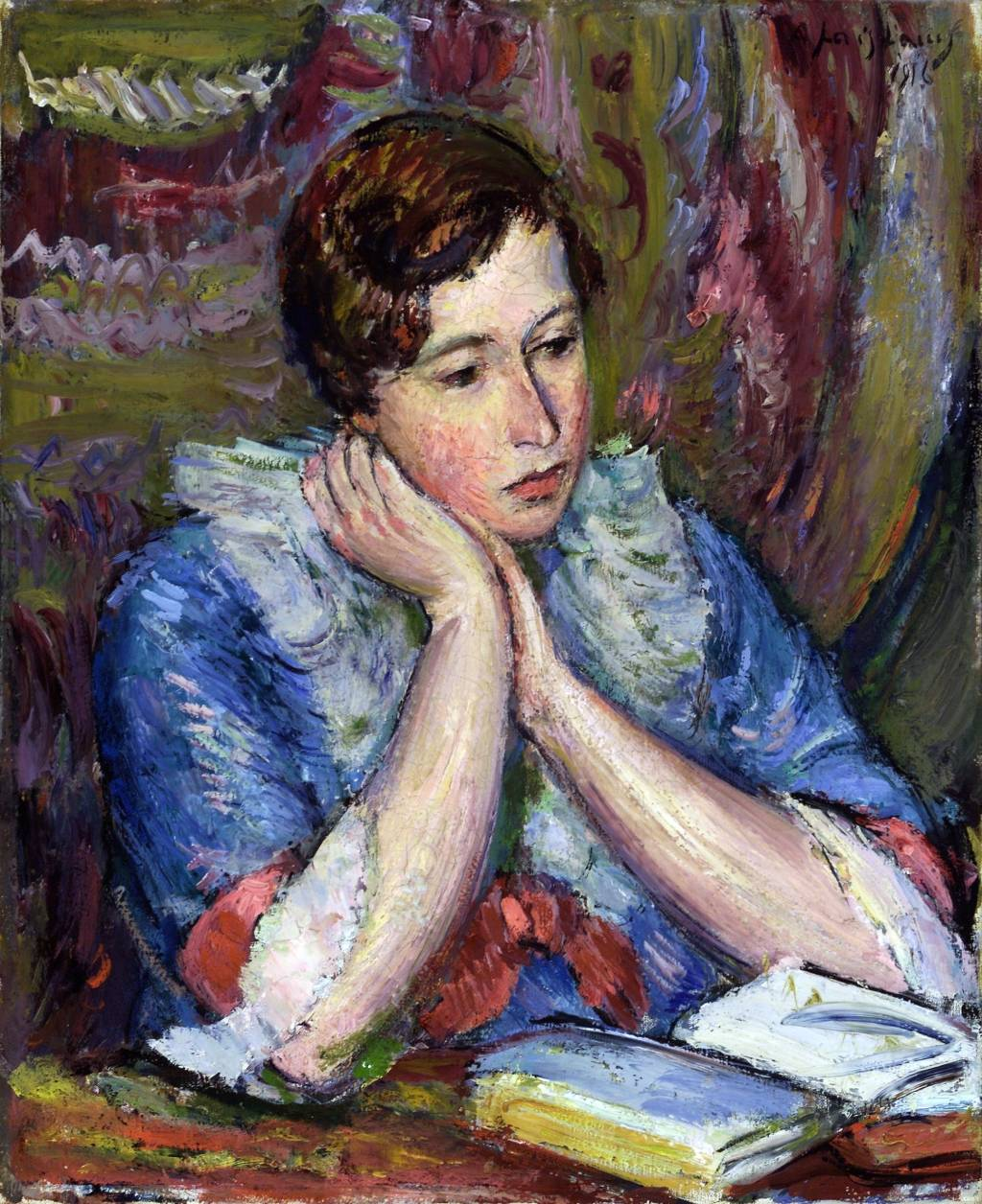
Lezende vrouw (Ida)
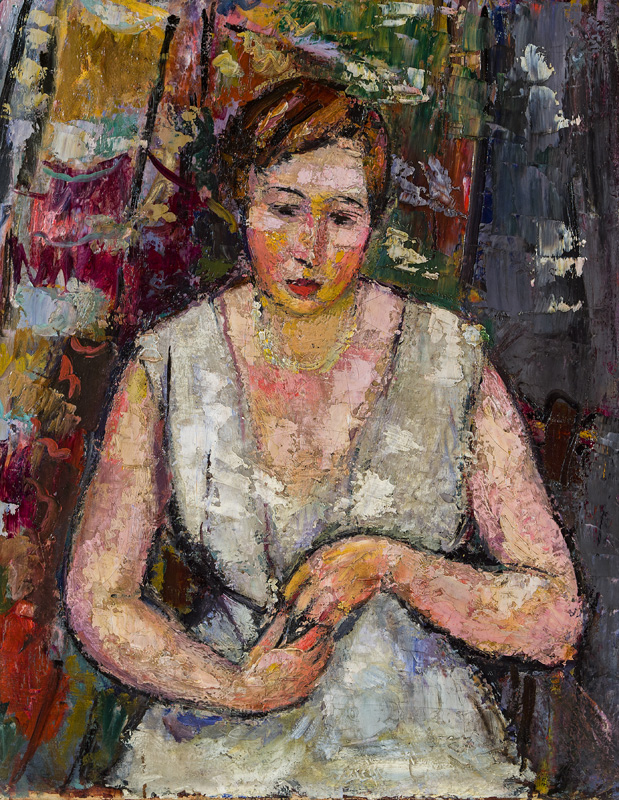
Jonge vrouw in zomerkleed (Ida)
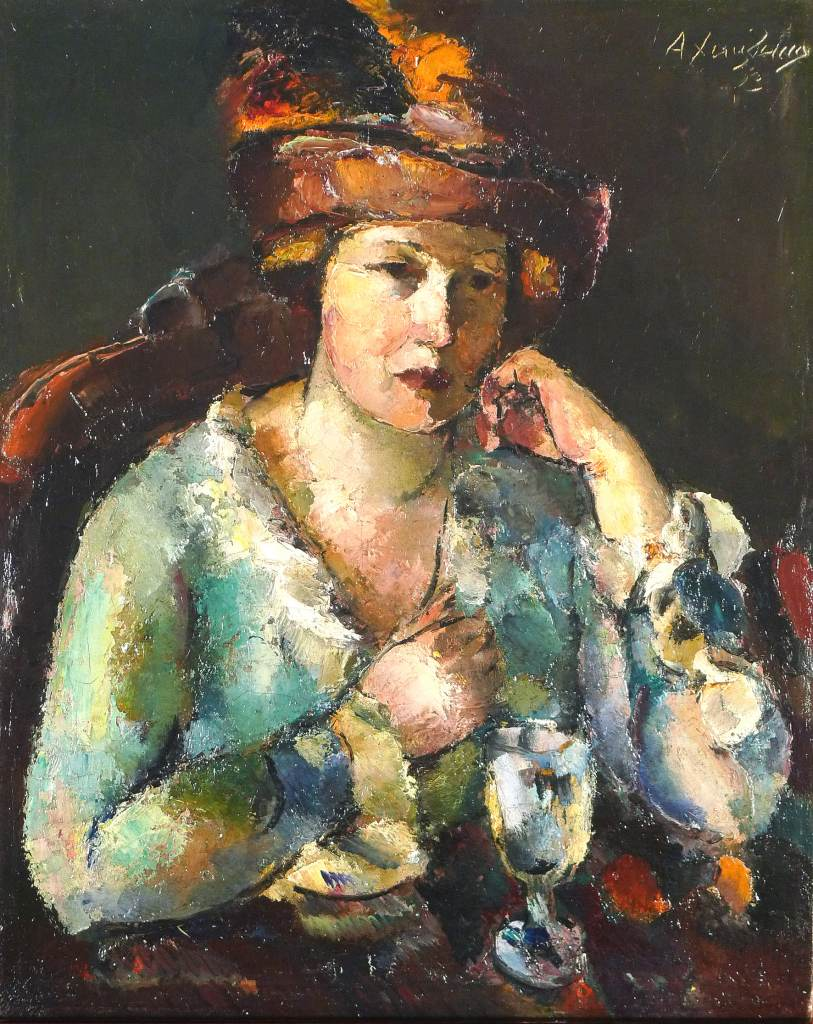
Vrouw met wijnglas
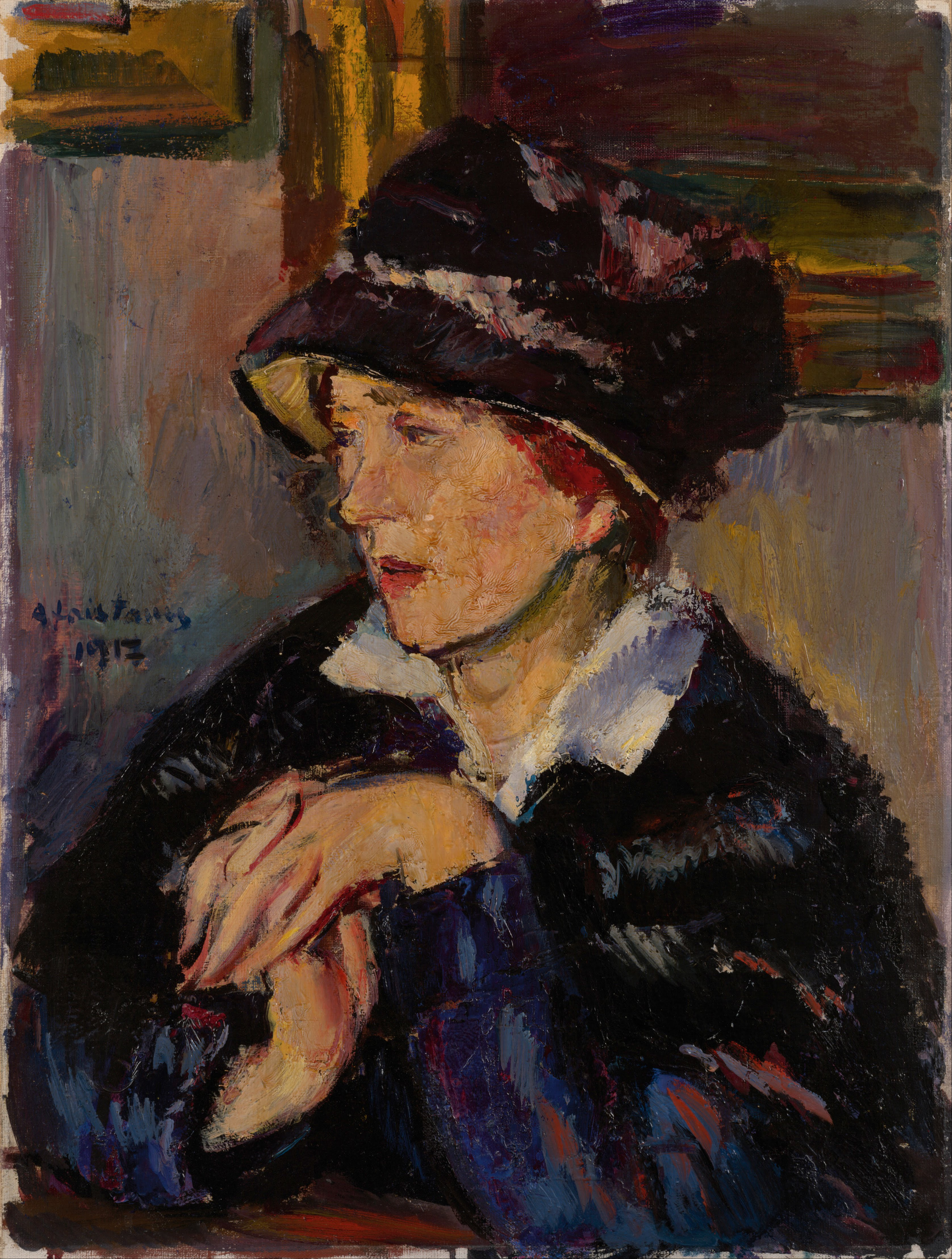
Dame met donkere hoed
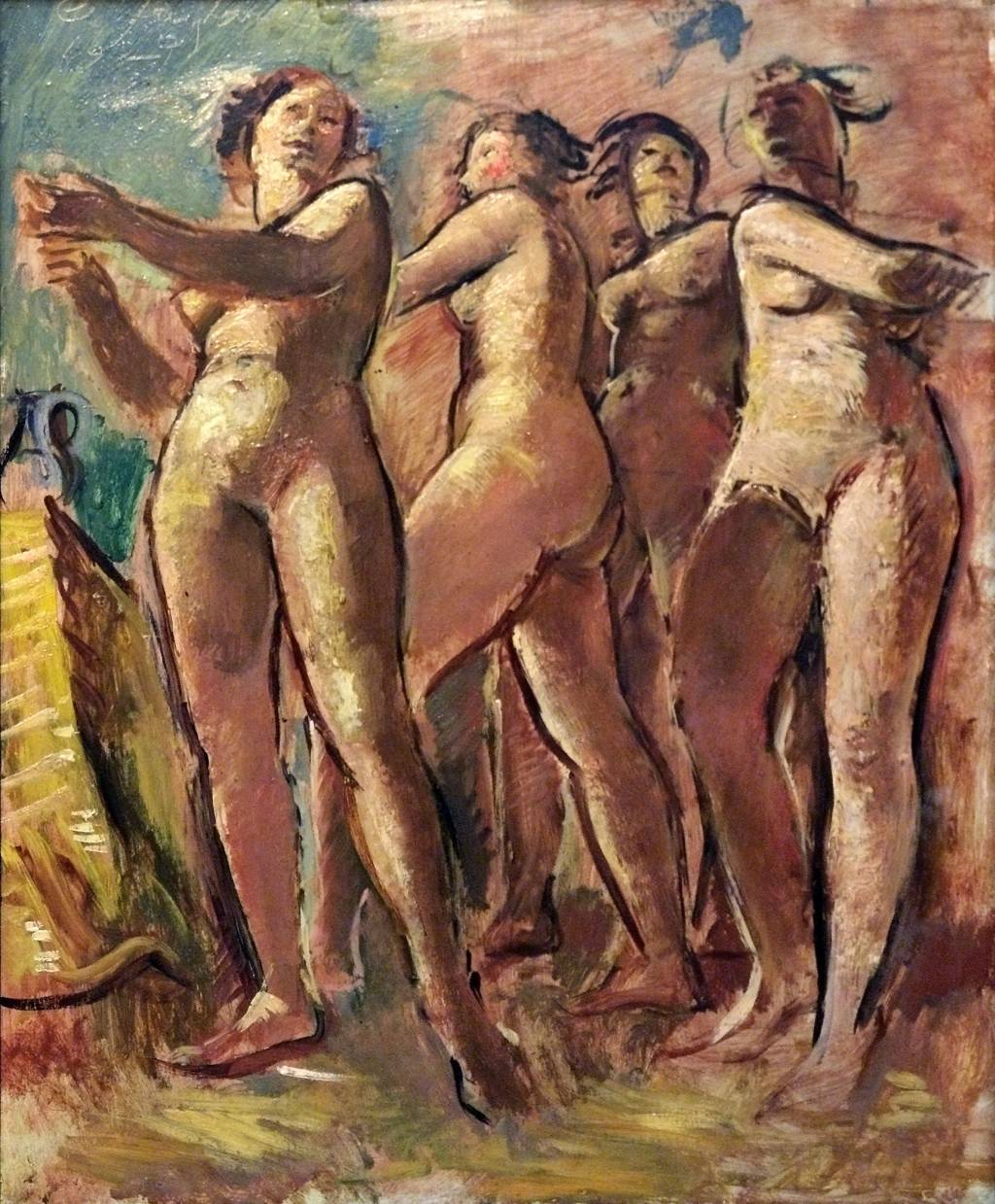
Diana met drie vrouwen
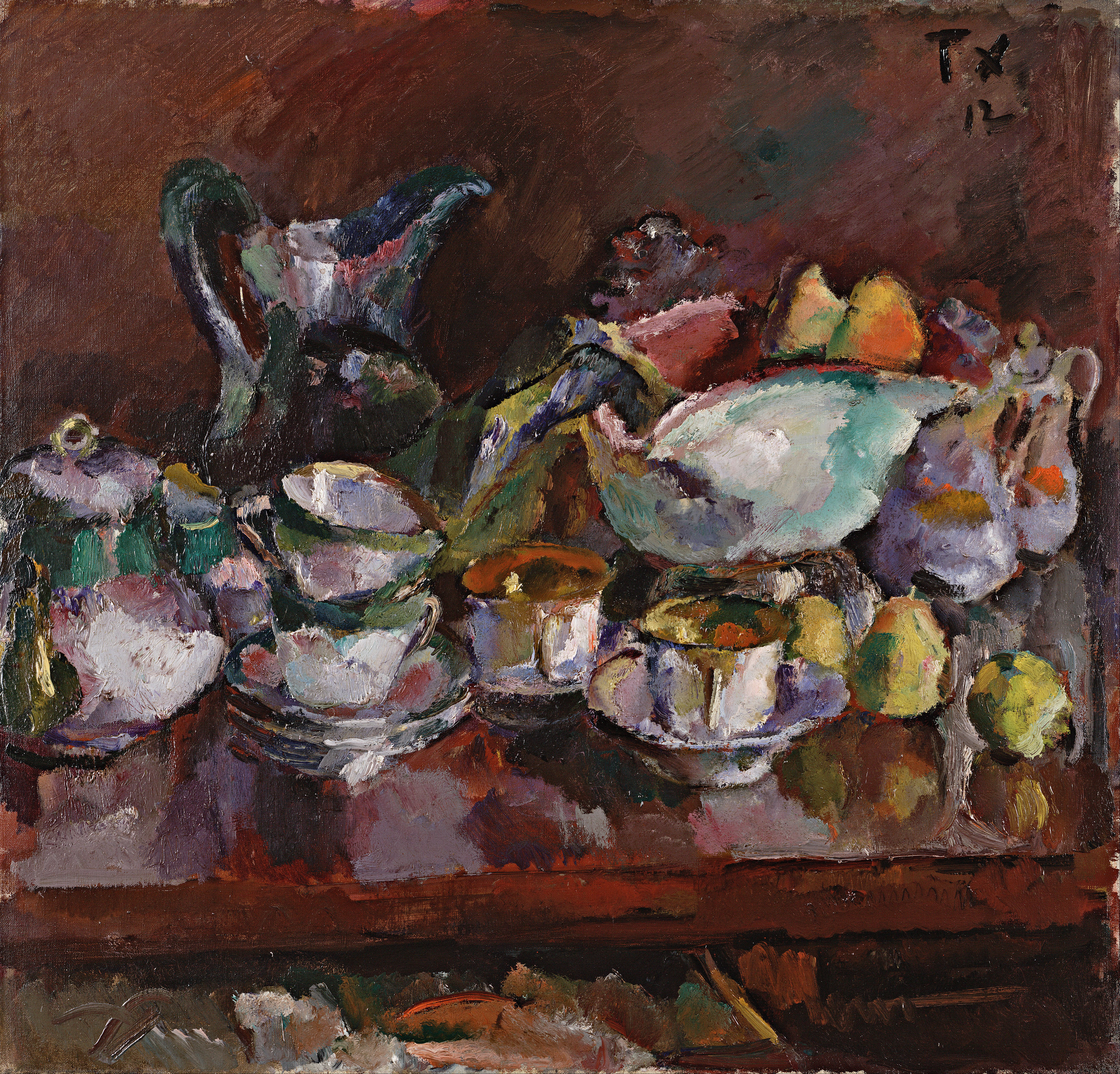
Stilleven met koffiekopjes
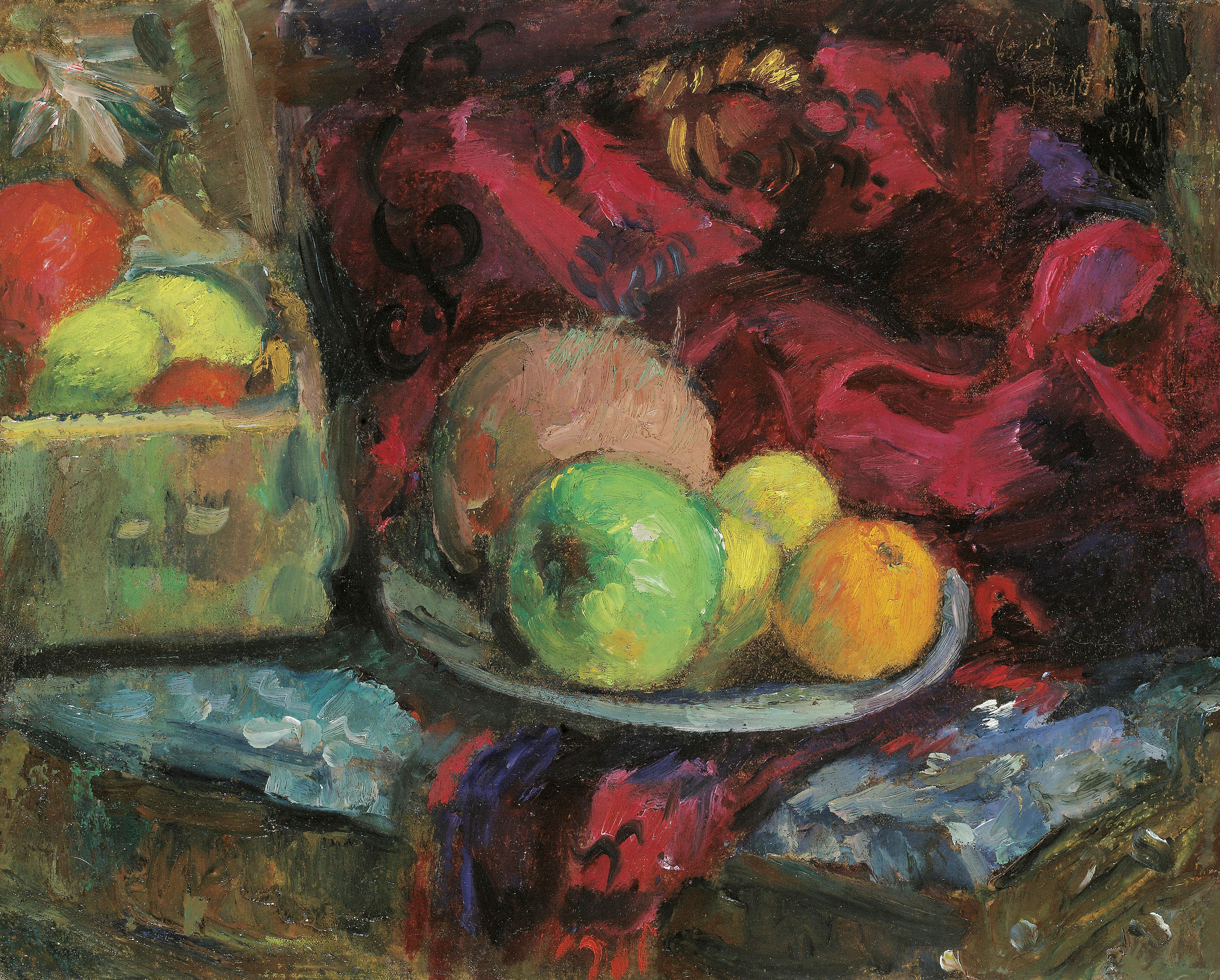
Stilleven met fruit
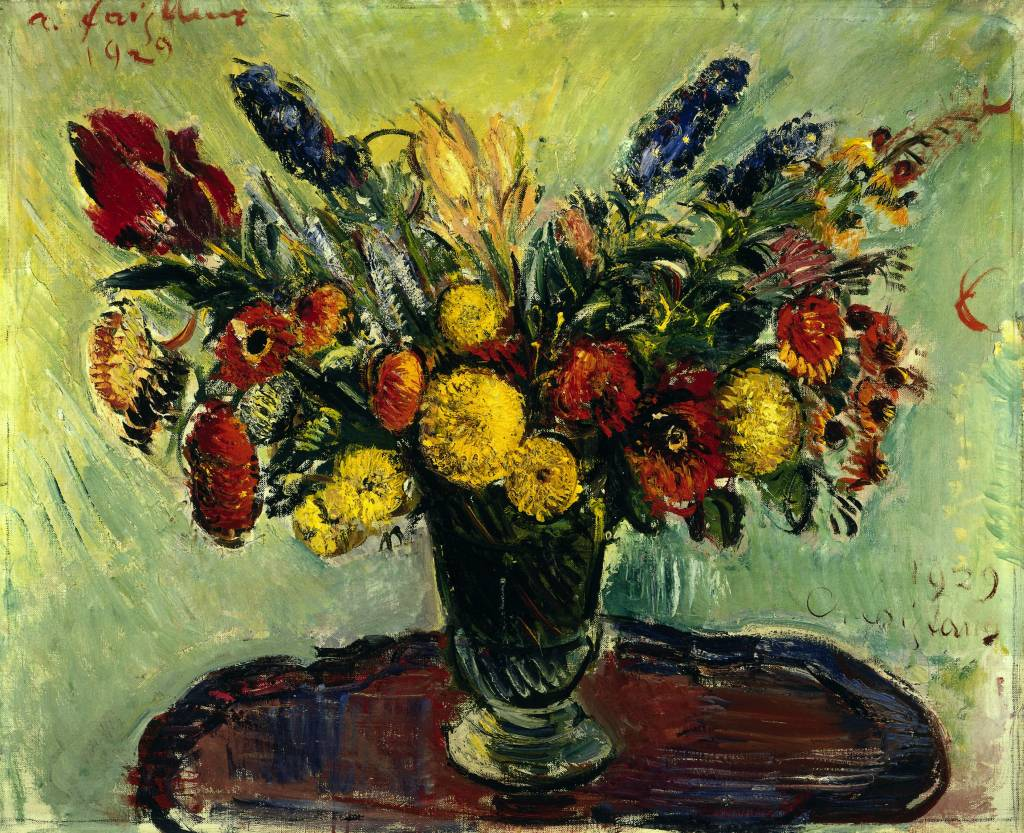
Bloemen voor groene achtergrond
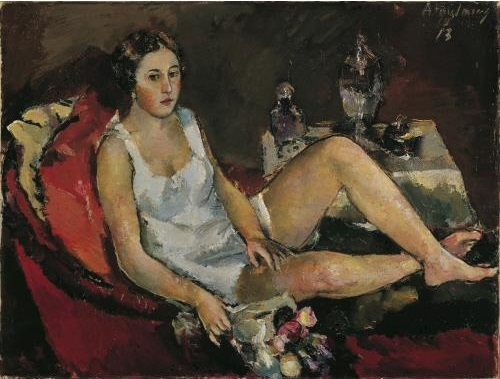
Jonge vrouw op rode sofa
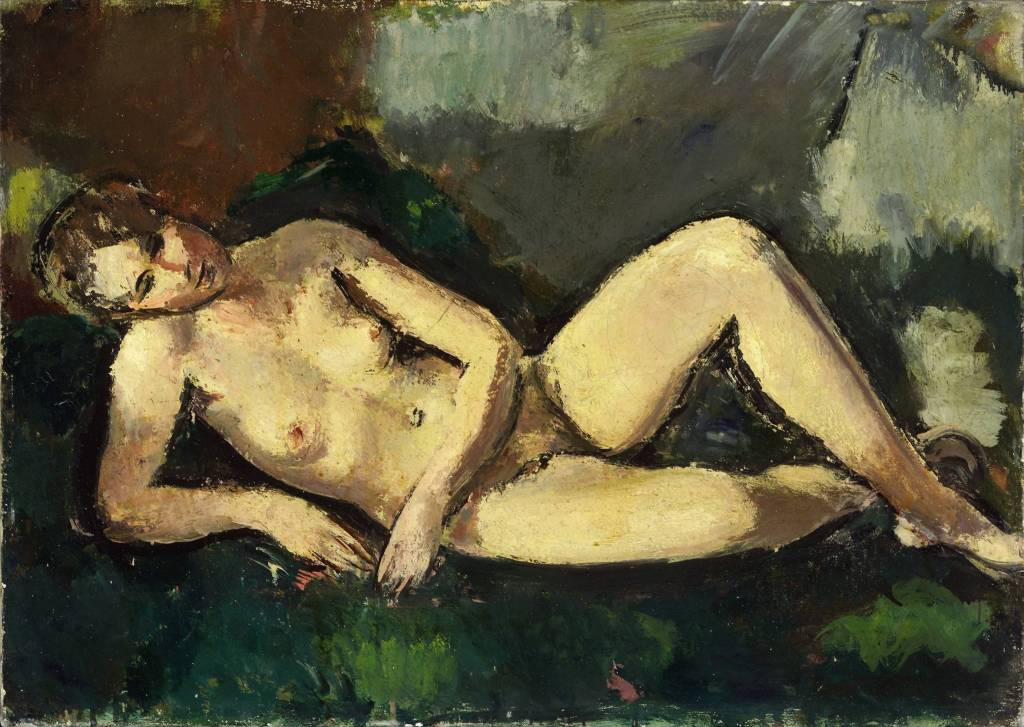
Liggend naakt